# 纯色蚁鵙
纯色蚁鵙（学名：Thamnophilus unicolor）是蚁鵙科蚁鵙属的一种，发现于哥伦比亚、厄瓜多尔和秘鲁。其种加词unicolor意为“单色的”。
纯色蚁鵙的自然栖息地是亚热带或热带的湿润山地。